# Čulút gol
Čulút gol (mongolsky Чулуут гол) je řeka v Mongolsku (Archangajský a Chövsgölský ajmag). Je 415 km dlouhá. Povodí má rozlohu 20 000 km².

## Průběh toku
Pramení na severních svazích Changajských hor. Ústí zprava do řeky Ider gol. Největším přítokem je zleva Suman gol přitékající z jezera Terchín Cagán núr. Je hlavním pravým přítokem řeky Iderín gol v povodí Selengy.

## Vodní stav
Vodnost řeky je nejvyšší v létě. Průměrný roční průtok se odhaduje na 25 m³/s. Zamrzá na 5 až 6 měsíců. Vodní doprava není možná.